# Zostera capensis
Zostera capensis är en bandtångsväxtart som beskrevs av William Albert Setchell. Zostera capensis ingår i släktet bandtångssläktet, och familjen bandtångsväxter. Inga underarter finns listade.
Arten förekommer i havet längs södra och östra Afrikas kustlinje från Sydafrika till Kenya. En liten population hittades vid nordvästra Madagaskar. Zostera capensis växer på havets botten till ett djup av 6 meter. Arten hittas vanligen i laguner. Den växer snabb liksom andra släktmedlemmar. Exemplaren är mindre i varma regioner.
Beståndet hotas av vattenföroreningar och när sediment tillförs. Ofta är populationerna skilda från varandra. IUCN kategoriserar arten globalt som sårbar.